# Curtis Nelson
Curtis Alexander Nelson (Newcastle-under-Lyme, 21 maggio 1993) è un calciatore inglese, difensore del Derby County.

## Caratteristiche tecniche
È un difensore centrale.

## Carriera

### Club
Cresciuto nel settore giovanile del Plymouth, debutta in prima squadra il 10 agosto 2010 giocando il match di coppa di lega perso 1-0 contro il Notts County; in seguito si ritaglia un ruolo sempre più importante nei Pilgrims con cui colleziona 246 presenze fra Football League One, Football League Two e coppe nazionali nell'arco di sei stagioni. Il 4 luglio 2016 si trasferisce all'Oxford Utd, neopromosso in terza divisione, dove rimane per tre stagioni in cui gioca 121 incontri e segna 8 reti; nel 2019 viene acquistato dal Cardiff City, approdando per la prima volta in Championship. Debutta nel secondo livello del calcio inglese il 18 agosto, contro il Reading.

### Nazionale
Ha giocato nella nazionale inglese Under-18.

## Statistiche
Statistiche aggiornate al 12 febbraio 2021.

### Presenze e reti nei club
| Stagione             | Squadra              | Campionato           | Campionato | Campionato | Coppe nazionali | Coppe nazionali | Coppe nazionali | Coppe continentali | Coppe continentali | Coppe continentali | Altre coppe | Altre coppe | Altre coppe | Totale | Totale | Totale |
| Stagione             | Squadra              | Comp                 | Pres       | Reti       | Comp            | Pres            | Reti            | Comp               | Pres               | Reti               | Comp        | Pres        | Reti        | Pres   | Reti   |        |
| -------------------- | -------------------- | -------------------- | ---------- | ---------- | --------------- | --------------- | --------------- | ------------------ | ------------------ | ------------------ | ----------- | ----------- | ----------- | ------ | ------ | ------ |
| 2010-2011            | Plymouth             | FL1                  | 35         | 0          | FACup+CdL       | 1+1             | 0               |                    | -                  | -                  | EFL Trophy  | 1           | 0           | 38     | 0      |        |
| 2011-2012            | Plymouth             | FL2                  | 17         | 0          | FACup+CdL       | 2+1             | 0               |                    | -                  | -                  | EFL Trophy  | 1           | 0           | 21     | 0      |        |
| 2012-2013            | Plymouth             | FL2                  | 27         | 3          | FACup+CdL       | 1+2             | 0               |                    | -                  | -                  | EFL Trophy  | 2           | 0           | 32     | 3      |        |
| 2013-2014            | Plymouth             | FL2                  | 44         | 1          | FACup+CdL       | 5+1             | 1+0             |                    | -                  | -                  | EFL Trophy  | 2           | 0           | 52     | 2      |        |
| 2014-2015            | Plymouth             | FL2                  | 44         | 1          | FACup+CdL       | 2+1             | 0               |                    | -                  | -                  | EFL Trophy  | 2           | 0           | 49     | 1      |        |
| 2015-2016            | Plymouth             | FL2                  | 49         | 3          | FACup+CdL       | 1+1             | 0               |                    | -                  | -                  | EFL Trophy  | 3           | 0           | 54     | 3      |        |
| Totale Plymouth      | Totale Plymouth      | Totale Plymouth      | 216        | 8          |                 | 19              | 1               |                    | -                  | -                  |             | 11          | 0           | 246    | 9      |        |
| 2016-2017            | Oxford Utd           | FL1                  | 33         | 2          | FACup+CdL       | 4+1             | 1+0             |                    | -                  | -                  | EFL Trophy  | 5           | 0           | 43     | 3      |        |
| 2017-2018            | Oxford Utd           | FL1                  | 20         | 1          | FACup+CdL       | 0+1             | 0               |                    | -                  | -                  | EFL Trophy  | 2           | 0           | 23     | 1      |        |
| 2018-2019            | Oxford Utd           | FL1                  | 46         | 4          | FACup+CdL       | 4+1             | 0               |                    | -                  | -                  | EFL Trophy  | 4           | 0           | 55     | 4      |        |
| Totale Oxford United | Totale Oxford United | Totale Oxford United | 99         | 7          |                 | 11              | 1               |                    | -                  | -                  |             | 11          | 0           | 121    | 8      |        |
| 2019-2020            | Cardiff City         | FLC                  | 35         | 2          | FACup+CdL       | 0+1             | 0               |                    | -                  | -                  |             | -           | -           | 36     | 2      |        |
| 2020-2021            | Cardiff City         | FLC                  | 28         | 1          | FACup+CdL       | 1+1             | 0               |                    | -                  | -                  |             | -           | -           | 30     | 1      |        |
| Totale Cardiff City  | Totale Cardiff City  | Totale Cardiff City  | 63         | 3          |                 | 3               | 0               |                    | -                  | -                  |             | -           | -           | 66     | 3      |        |
| Totale carriera      | Totale carriera      | Totale carriera      | 378        | 18         |                 | 33              | 2               |                    | -                  | -                  |             | 22          | 0           | 433    | 20     |        |